# Лисаковский, Анатолий Иванович
Анатолий Иванович Лисаковский (27 января 1947, Одесса — 26 сентября 1982, Одесса) — советский футболист, нападающий. Мастер спорта СССР.
Начинал играть в 1965 году в дубле одесского «Черноморца». В 1966 году выступал за «Автомобилист» Одесса. С 1967 года — в СКА Одесса. В июле 1969 года перешёл в ЦСКА, за который провёл два матча — 17 июля в четвертьфинальной игре Кубка СССР против «Динамо» Киев (1:0, д. в.) вышел на 57-й минуте, 8 августа в матче чемпионата против «Торпедо» Кутаиси (1:0) вышел после перерыва. В 1970—1971 годах играл в высшей лиге за «Зарю» Ворошиловград. В 1972 году вместе с ташкентским «Пахтакором» вышел в высшую лигу, где в следующем сезоне в 17 играх забил 5 мячей. Карьеру в командах мастеров завершил в 1974 году в команде второй лиги «Кривбасс» Кривой Рог.
Скончался в 1982 году в возрасте 35 лет. Похоронен в Одессе на 2-м Христианском кладбище.
Сестра Алла — жена Валерия Поркуяна. Сын Андрей — футболист и судья.